# Eropeplus canus
Eropeplus canus és una espècie de mamífer rosegador de la família dels múrids. És endèmica del centre de Sulawesi (Indonèsia), on viu a altituds d'entre 1.800 i 2.300 msnm. El seu hàbitat natural són les selves tropicals montanes. És una espècie en risc mínim, és a dir, no sembla que hi hagi cap amenaça significativa per a la seva supervivència. El seu nom específic, canus, significa ‘canós’ en llatí.